# Konrad Fiedler
Konrad Fiedler, född 23 september 1841, död 13 juni 1895, var en tysk konstfilosofisk författare.
I Italien, som för honom blev ett andra hem stod han nära Arnold Böcklin, Hans Thoma, Adolf von Hildebrand och Hans von Marées konstnärskrets. Hans skrifter står i nära beröring med Adolf von Hildbrands Form in der bildenden Kunst. Han uppträdde till Hans von Marées i sin skrift Hans von Marées (1889). Fiedlers Schriften über Kunst utgavs av H. Marbach och H. Konnerth 1913-14.